# Murter-Kornati
Pour l’article homonyme, voir Murter.
Murter est un village et une municipalité située sur l'île de Murter, dans le comitat de Šibenik-Knin, en Croatie. Au recensement de 2001, la municipalité comptait 2 075 habitants, dont 97,59 % de Croates et le village seul comptait 2 068 habitants.

## Localités
La municipalité de Murter compte 2 localités : Kornati et Murter.